# Салахов, Артём Эльбрусович
Артём Эльбрусович Салахов (род. 19 сентября 1992, Липецк) — российский игрок в мини-футбол, вратарь клуба КПРФ.

## Биография
Начал профессиональную карьеру в высшей лиге, играя за липецкий «Энерком» с 2010 по 2013 год. В 2013 перебрался в московский «Спартак». В сезоне 2013/14 стал чемпионом высшей лиги. В этом же сезоне стал лучшем вратарём высшей лиги. В 2015 году дебютировал в суперлиге. Позднее перешёл в «Ухту», которая дебютировала в суперлиге.

## Достижения
- Чемпион высшей лиги по мини-футболу: 2013/14